# 愛西市立佐屋中学校
愛西市立佐屋中学校（あいさいしりつ さやちゅうがっこう）は、愛知県愛西市須依町東田面にある公立中学校。1947年に佐屋村立佐屋中学校として設立、1955年に市町村合併により佐屋町立に、2005年に愛西市立へと移行した。

## 概要
略称は「佐屋中（さやちゅう）」。学区は永和地区（愛西市立永和中学校の学区）を除いた地域で、愛西市立佐屋小学校と愛西市立佐屋西小学校と愛西市立市江小学校の卒業生が進学する。
周辺には愛西市役所があり、佐屋小学校と愛西市中央図書館とも隣接する。

## 沿革
- 1947年（昭和22年） - 佐屋村立佐屋中学校が設立される。
- 1955年（昭和30年） - 市町村合併により佐屋町立へ移行。
- 1957年（昭和32年） - 佐屋町立市江中学校[注釈 1]と合併。
- 2005年（平成17年） - 市町村合併に伴い愛西市立へ移行。

## 教育目標
1年生は「発志」、2年生は「立志」、3年生は「大志」を教育目標とする。

## 行事
他の中学校と同様に定期テストがあるが、他の中学校に比べて回数が多い。二期制である学校は前期に2回、後期に2回と一年に4回が普通だが、佐屋中学校では、二期制にもかかわらず前期に3回、後期に3回と一年に6回ある。
学校祭では、各学年1クラスずつがチームを組み、5つ(又は6つ)のチームで争う。チームごとに"色"があり色に沿ったテーマを掲げている。
教育目標である「発志」「立志」「大志」に倣い、1年生は「発志式」、2年生は「立志式」、3年生は「大志式」を行う。
年度末には「3年生を送る会」を実施し、各学年が3年生への感謝の気持ちを歌と呼びかけで伝える。
1年生は野外学習へ、2年生は立志歩行として多度の山に校舎から歩いて行っていたが、30年度からバスで多度の麓まで行き、登山だけをすることとなり名称が「立志歩行」から「立志登山」に改名した。
また、愛西市市役所に隣接する愛西市文化会館を借りて合唱コンクールを行う。

## 部活動
佐屋中学校の部活動は以下のとおりである。

### 運動部
| - サッカー - ソフトボール - ハンドボール - バスケットボール - バレーボール - テニス | - 野球 - 卓球 - （相撲） - （陸上） |

### 文化部
- 制作：美術科
- ボランティア
- オーケストラ

※ 括弧は期間限定の部活動 

## 著名な出身者
- 内村直也